# Kynda Gray
Kynda Gray (* 8. Januar 1997 in Wilhelmshaven; bürgerlich: Ramon M. Striess) ist ein deutscher Rapper, Sänger, Songwriter und Produzent.

## Karriere
Zunächst kümmerte sich Gray um die Musikvideos seines Bruders Soulek im Videobattleturnier. Zwischen 2013 und 2016 veröffentlichte er die EPs Misanthropie, Dead, Death Valley und Why Should I Tell You via Soundcloud. 2014 nahm er an JuliensBlogBattle teil, wo er sich als Battlerapper versuchte.
2017 veröffentlichte er das Mixtape 040 mit dem Rapper Mena und dem Produzenten Wednesday. Gastproduktionen kamen von Sierra Kidd und Alecto. Eine Single trug den Namen iPhone und entstand zusammen mit dem Dortmunder Rapper Felikz. Sie wurde in den Magazinen Backspin und Juice besprochen. Im selben Jahr veröffentlichte er noch die beiden Mixtapes Backyard Story und Sundays.
2019 wurde Kynda Gray von Elvir Omerbegovic auf dessen Label Division unter Vertrag genommen. Er veröffentlichte die Singles Dirty Chucks und Demons. Ayo Technology, eine Kollaboration mit dem Rapper RIN, gelangte in die Top 10 der deutschen Singlecharts. Alle drei Songs wurden von Döll mitgeschrieben und von Alexis Troy produziert.

## Diskografie
Alben
- 2021: Der Teufel auf meiner Schulter sagt es wird alles okay

Singles
- 2017: iPhone (mit Mena & Felikz)
- 2018: On the Low (mit Louis Vuittom)
- 2018: Pick Up
- 2018: Make It Back
- 2018: Red Light
- 2020: Dirty Chucks
- 2020: Demons
- 2020: Ayo Technology (mit RIN)
- 2020: Ghostseer
- 2020: Anathema
- 2021: Sucht
- 2021: Immer wenn du weinst

Mixtapes
- 2017: 040 (mit Mena)
- 2017: Backyard Story
- 2017: Sundays

EPs
- 2014: Misanthropie
- 2015: Death Valley
- 2016: Dead
- 2016: Why Should I Tell You

Gastbeiträge
- 2015: Parka von Sierra Kidd (feat. Kynda Gray)
- 2024: Donnie Darko von TJ beastboy (feat. Kynda Gray)